# Lorenzo Sanz
Pour les articles homonymes, voir Sanz et Mancebo.
 (mars 2020).
Si vous disposez d'ouvrages ou d'articles de référence ou si vous connaissez des sites web de qualité traitant du thème abordé ici, merci de compléter l'article en donnant les références utiles à sa vérifiabilité et en les liant à la section « Notes et références ».
Lorenzo Sanz Mancebo, né le 9 août 1943 à Madrid et mort le 21 mars 2020 dans la même ville, est un homme d'affaires espagnol, président du Real Madrid de 1995 à 2000.

## Biographie

### Carrière
Lorenzo Sanz est le président du Real Madrid qu'il a dirigé de 1995 à 2000. Durant son mandat, le Real remporte deux fois la Ligue des champions en 1998 et 2000 et gagne le championnat d'Espagne en 1997. Malgré ses bons résultats, Lorenzo Sanz est battu par Florentino Pérez lors des élections pour la présidence du club, Pérez étant, semble-t-il, plus à même de redresser les finances du club. 

### Mort
Lorenzo Sanz meurt le 21 mars 2020, des suites du Covid-19,.

### Famille
Parmi ses enfants, Lorenzo Sanz a placé son fils Fernando Sanz, ancien footballeur du Real Madrid et de Málaga,  comme président de Málaga CF en 2006, à la suite du rachat de 97 % des parts du club.